# Ciske le Filou
Pour plus de détails, voir Fiche technique et Distribution.
Ciske le Filou (Ciske de Rat) est un film néerlandais réalisé par Guido Pieters, d'après le roman homonyme de Piet Bakker et sorti en 1984.
Ciske de Rat a fait l’objet d’une première adaptation,  Ciske, face de rat, réalisée par Staudte Wolfgang en 1955.

## Synopsis
Ciske, dont le surnom est « le rat », onze ans, grandit à Amsterdam, avec une mère très distante. Son père marin lui rend de rares visites, mais Ciske les attend toujours avec impatience.
Le préadolescent est livré à lui-même et souffre d'un manque d'amour, le garçonnet commet bêtise sur bêtise. Il est envoyé en maison de correction, et finit par retrouver sa famille. Les brimades deviennent insupportable, il se révolte contre sa mère, puis sauve la vie d’un garçon qui le persécute...

## Fiche technique
- Titre : Ciske le Filou
- Titre original : Ciske de Rat
- Réalisation : Guido Pieters
- Scénario : Karin Loomans d'après le roman de Piet Bakker
- Musique : Erik van der Wurff
- Photographie : Frans Bromet
- Montage : Ton Ruys
- Production : Matthijs van Heijningen
- Société de production : Sigma Film Productions
- Pays de production :  Pays-Bas
- Genre : Drame et thriller
- Durée : 180 minutes
- Date de sortie : 
  - Pays-Bas : 29 mars 1984

## Distribution
- Danny de Munk : Ciske Vrijmoeth / Ciske le filou
- Willeke van Ammelrooy : Moeder Marie
- Herman van Veen : Meester Bruis
- Willem Nijholt : Oom Henri
- Peter Faber : Vader Cor
- Rijk de Gooyer : Rechercheur Muyskens
- Linda van Dyck : Tante Jans
- Carolien van den Berg : Tante Chris
- Adriaan Olree : De Goey
- Ingeborg Uyt den Boogaard : Schooljuffrouw
- Danny Merk : Theo
- Mara Peelen : Corrie
- Rudi Falkenhagen : Cafebaas (Rudy Falkenhagen)
- Hans Holtkamp : Vriend van Henri
- Henk Rigters : Van Loon
- Joss Flühr : Mme Keulemanns